# Faute disqualifiante
Au Basket-ball, une faute disqualifiante est toute action antisportive flagrante de joueur, de remplaçant, de joueur exclu, d’entraîneur, entraîneur adjoint ou accompagnateur.
Un entraîneur qui a été sanctionné d’une faute disqualifiante doit être remplacé par l’entraîneur adjoint inscrit sur la feuille de marque. S’il n’y a pas d’entraîneur adjoint inscrit sur la feuille de marque, il doit être remplacé par le capitaine (CAP).
Chaque fois qu’un joueur fautif est disqualifié, il doit se rendre et demeurer dans le vestiaire de son équipe pour toute la durée de la rencontre ou, s’il le désire, il peut quitter l’enceinte du bâtiment.
Un/des lancer(s) franc(s) doivent être accordés :
- à tout adversaire désigné par son entraîneur en cas de faute sans contact,
- au joueur sur lequel la faute a été commise en cas de contact.

Suivi(s) de :
- une remise en jeu dans le prolongement de la ligne médiane, à l’opposé de la table de marque,
- À partir du 1er octobre 2018, la remise jeu se fera au point de remise en jeu en zone avant de l'équipe qui bénéficie de la possession avec 14 secondes de possession[2].
- un entre-deux dans le cercle central pour commencer la première période.

Le nombre de lancers francs accordés doit être comme suit :
- si la faute est commise sur un joueur ne tirant pas au panier : deux (2) lancers francs seront accordés,
- si la faute est commise sur un joueur tirant au panier : le panier compte s’il est réussi et un (1) lancer franc supplémentaire sera accordé,
- si la faute est commise sur un joueur tirant au panier et si le panier est manqué : deux (2) ou trois (3) lancers francs seront accordés.

Par la suite, les arbitres peuvent décider ou non de formuler un rapport concernant la faute commise par le joueur. Ce rapport est ensuite examiné par la Commission de Discipline responsable de la compétition. Les sanctions peuvent aller jusqu'au bannissement du joueur à vie des rangs de la FFBB en cas de faute très grave.